# Dubidubidu
「Dubidubidu」（ドゥビドゥビドゥ）は、2003年にリリースされた、チリの歌手・クリステルによる楽曲。
日本では、2023年末から2024年初頭に流行したインターネット・ミーム「猫ミーム」に使用されたことで注目を集め、「チピチピチャパチャパ」の通称でも知られる。

## リリース
2003年に、タレントコンテスト番組『ロホ・ファマ・コントラ・ファマ』で披露され、アルバム『Christell』に収録された。
アルバムのプロデューサーが、クリステルがおもちゃの車に乗って友達を家に招待する曲を制作したいと依頼し、作曲家がその希望に沿って作った曲らしいと、クリステルはコメントしている。

## ヒット
本曲は、TikTokなどのSNSでヒットしたインターネット・ミーム『猫ミーム』の素材として使用されており、「チピチピチャパチャパ」という親しみやすいフレーズで人気を博した。人気はもともと2023年末にアメリカで始まったが、その後日本や韓国といったアジアや、ドイツやフィンランドといったヨーロッパでも流行した。
2024年1月15日、Spotifyは日本での週間バイラルチャートで、本楽曲が1位を獲得したことを発表した。